# Anapisona schuhi
Anapisona schuhi är en spindelart som beskrevs av Norman I. Platnick och Mohammad U. Shadab 1979. Anapisona schuhi ingår i släktet Anapisona och familjen Anapidae. Inga underarter finns listade i Catalogue of Life.